# 費嘉·貝哈·艾利森
佛列嘉·貝哈·艾瑞克森（丹麥語：Freja Beha Erichsen，1987年10月18日—）生於羅斯基勒，丹麥超級名模。她是「王子系女模」的代表人物，因外型、個性簡單中性。

## 生平
艾瑞克森在母國丹麥的街頭被路過的模特兒經紀人發掘。她在2005年首度登台，為PRADA、路易·威登和Miu Miu的巴黎和米蘭秋季時裝秀走秀。她後持續在伸展台發展，足跡遍布紐約、巴黎、米蘭及倫敦，橫跨成衣和高級訂製時裝領域。曾合作的對象包括夏姿、香奈兒、迪奧、古馳、BURBERRY、Alexander Wang、Balmain、巴黎世家、克里斯蒂安·拉克魯瓦、Zac Posen、桑麗卡等知名設計品牌。
知名秀導詹姆斯·史庫利（James Scully）曾在2008年如此形容艾瑞克森：
|  | 酷帥女王。大概是最常受我客戶欽點的模特兒之一。她是完美而復古的衣架子，又帶著一九八零年代雌雄同體的氣質。 |

艾瑞克森有許多以她命名的時尚單品，包括吉兒·史都華的佛列嘉手提包、Chloé的佛列嘉手拿包和Alexander Wang的繫帶拉鍊細高跟靴。
她參與拍攝了2011年版的倍耐力年曆，由卡爾·拉格斐掌鏡。
2014年3月5日，自2011年香奈兒的時裝秀以來事隔2年的在巴黎時裝周上為路易·威登再次登台，並擔任開場。

## 个人生活

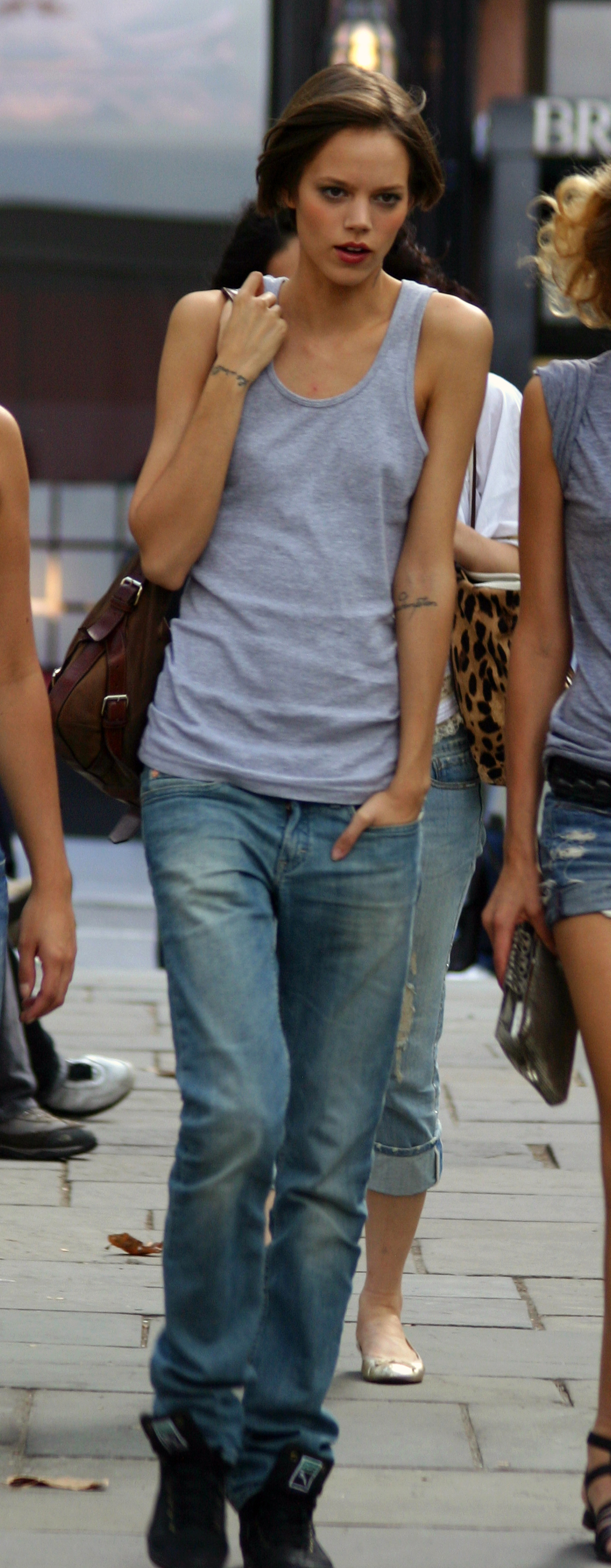
佛列嘉·貝哈·艾瑞克森

埃里克森的母亲莉斯·贝阿·埃里克森是丹麦著名的环球旅行者托尔斯·克洛维达尔的妹妹。埃里克森自2015年以来一直住在纽约。埃里克森是一名同性恋。

## 主要成就
- 被法國《Vogue》譽為頂級模特
- Top 50 Models排行榜上第二位
- INDUSTRY ICONS[9]